# Mitchourinsk
Mitchourinsk (en russe : Мичуринск) est une ville de l'oblast de Tambov, en Russie, et le centre administratif du raïon de Mitchourinsk. Sa population s'élevait à 90 722 habitants en 2020.

## Géographie
Mitchourinsk est située à 67 km — 73 km par la route — au nord de Tambov, et à 367 km au sud de Moscou.

## Histoire
En 1636, une forteresse baptisée Kozlov (Козлов) est édifiée à l'emplacement de la ville actuelle. Celle-ci accède au statut de ville en 1779. Elle est renommée Mitchourinsk en 1932 en hommage à l'agronome russe Ivan Vladimirovitch Mitchourine, encore vivant à l'époque.
A 5 km à l'ouest de la ville se trouve la base aérienne de Mitchourinsk.

## Population
Recensements ou estimations de la population
| 1897*  | 1926*  | 1939*  | 1959*  | 1970*  | 1979*   |
| ------ | ------ | ------ | ------ | ------ | ------- |
| 40 297 | 53 318 | 71 515 | 80 653 | 93 623 | 101 239 |

| 1989*   | 2002*  | 2010*  | 2012   | 2013   | 2014   |
| ------- | ------ | ------ | ------ | ------ | ------ |
| 109 081 | 96 093 | 98 758 | 97 581 | 96 808 | 96 606 |

| 2015   | 2016   | 2017   | 2018   | 2019   | 2020   |
| ------ | ------ | ------ | ------ | ------ | ------ |
| 95 864 | 94 741 | 93 690 | 93 330 | 91 623 | 90 722 |

## Transports
Mitchourinsk est un important nœud ferroviaire et se trouve au milieu des terres fertiles arrosées par les fleuves Oka et Don.

## Économie
Les principaux employeurs de la ville sont :
- Usine Progress de Mitchourinsk (en russe : Мичуринский завод «Прогресс»), fondée en 1957, qui fabrique des systèmes de contrôle de bord pour missiles ainsi qu'une large gamme d'équipements électriques pour l'industrie pétrolière et gazière ; elle emploie 3 000 salariés[2].
- Usine de locomotives LRZ ou Milorem (en russe : ОАО Мичу́ринский локомотиворемо́нтный заво́д «Милоре́м», en abrégé Мичуринский ЛРЗ, ou simplement ЛРЗ), dont l'origine remonte à 1866 et qui emploie 1 800 salariés en 2012[3].

## Jumelages
- Munster (Allemagne)

## Personnalités
- Vladimir Arnoldi (1871-1924), botaniste
- Dmitri Kojevnikov (1858-1882), botaniste
- Grigori Kojevnikov (1866-1933), zoologiste
- Georges Wellers (1905-1991), biochimiste, historien, chimiste